# Shibuya-AX
El Shibuya-AX (シブヤ-アックス?) es un salón de conciertos ubicado en el barrio de Shibuya en la ciudad de Tokio, Japón, cerca del Gimnasio Nacional Yoyogi. Tiene capacidad para 1.697 personas y en él han tenido lugar grandes conciertos de grupos como Perfume,
 Buck-Tick y Versailles, entre otras.